# 1799年1月19日の海戦
1799年1月19日の海戦（Action of 19 January 1799）は、フランス革命戦争中に、ジブラルタル海峡の、プンタ・エウロパの沖合で行われた小規模の海戦である。14隻の砲艦から成るスペイン戦隊は、ミスティコを旗艦とするフランシスコ・アントニオ・モウレル・デ・ラ・ルア（以下デ・ラ・ルア）の指揮のもと、イギリス海軍に護送されたイギリス商船団を襲撃した。この時のイギリスの軍艦には、74門の戦列艦も交じっていたが、商船団の護送に失敗し、砲艦の1隻が沈没し、別の1隻が拿捕された。商船団も船を1隻とブリッグを2隻失った。この海戦での功績で、デ・ラ・ルアはフリゲートの艦長に昇進した。

## 歴史的背景

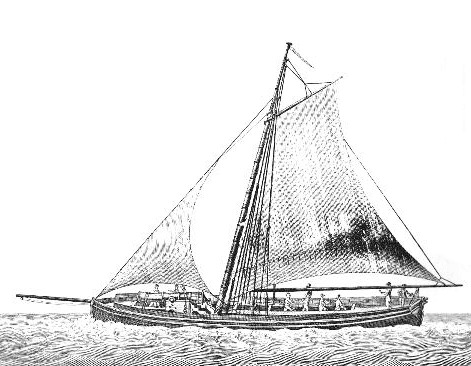
18世紀末のスペインの砲艦

1度砲艦が海戦に役立つことを知ったスペイン海軍は、すぐさまアルヘシラスに砲艦用の基地を作った、この基地整備には2つの目的があった。1つ目はジブラルタルとイギリスとの海上交易を絶つこと、2つ目はスペインの通商を守ることだった 。
ジブラルタル包囲戦の間、アントニオ・バルセロ提督は、ジーベックと砲艦を混ぜた艦隊の指揮を執り、ジブラルタル湾を海上封鎖した。デ・ラ・ルアはそのバルセロの後継者の1人で、1797年にアルヘシラスで任務につき、イギリス相手に41以上の海戦を戦った。

## 海戦（スペイン側の報告）
1月19日午後2時、4隻のシップと3隻のブリッグから成るイギリスの商船団が。イギリス海軍の74門戦列艦と18門ブリッグに護送されてジブラルタルを出港した。商船団がジブラルタルを出た際に、3隻の砲艦がジブラルタル湾外で彼らに合流した。アルヘシラスを根拠地にしているスペインの砲艦から彼らを守るためだった。その1時間後、14隻のスペインの砲艦は、ミスティコ座乗のデ・ラ・ルア海尉のもと戦列を編成し、イギリス商船団を妨害した。その一方で予備のスペイン艦が4隻控えており、別に2隻が商船団の後方を攻撃するためプンタ・エウロパへ派遣された。
スペインは数時間にわたり商船団を攻撃した後、午後7時30分、デ・ラ・ルアは商船団からシップを1隻と、ブリッグを2隻うまく引き離した。イギリスの砲艦3隻はすぐさま味方の援助に向かった。しかしそのうち1隻は沈没し、他の砲艦も商船と共に拿捕された。プンタ・エウロパのイギリスの砲台からの砲撃と、ジブラルタルからの予期せぬ7隻のボートの出撃により、拿捕船の1隻を取り逃がしたものの、スペインはイギリスの反撃を防いだ。

## 海戦（イギリスの報告）

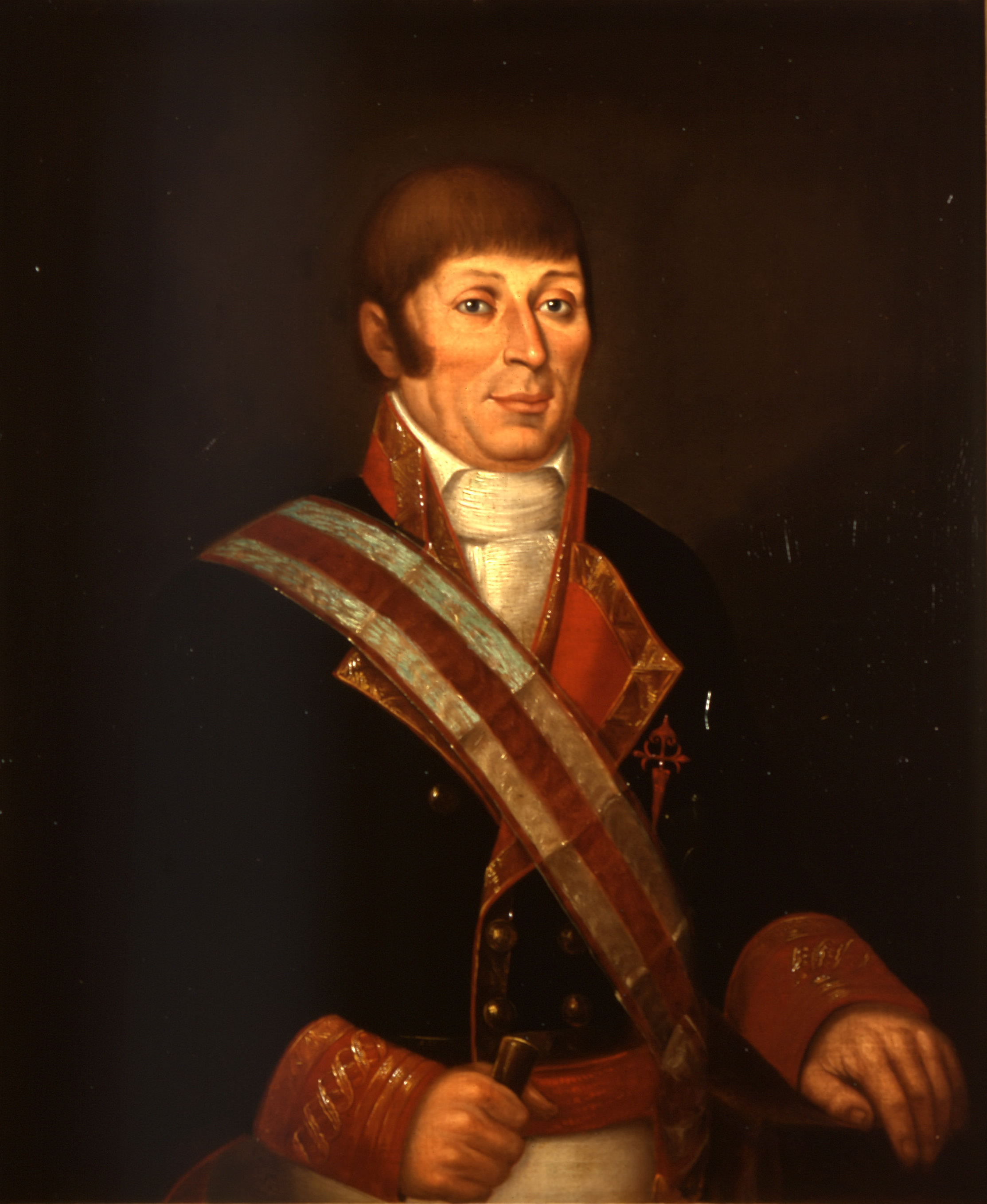
フランシスコ・アントニオ・モウレル・デ・ラ・ルア

1月19日の午後、大砲を1門積んだイギリスの砲艦「ストロンボロ」が、ウィリアム・ディヴィス海尉の指揮の元、出港する商船団の防御のためにやって来た。この艦はジブラルタルの防波堤から離れたところで、「トランスポート55」を牽引しており、その後別の艦を牽引するため戻って行った。この行動がスペイン艦の注意を惹き、スペインは砲艦とランチの一団をさしむけた。「ストロンボロ」は牽引していた艦を見捨て、スペインを阻止にかかった。8隻のスペイン艦が「ストロンボロ」を取り囲んで砲撃し、スペインの砲弾が「ストロンボロ」の左側艦首に穴をあけた。「ストロンボロ」の艦内にどんどん海水が入り込み、乗員は艦を捨てた。スペインはその乗員たちを艦に乗せた。
この日失われた2隻目のイギリス艦は「ウィルキン」で、指揮官はヘンリー・パワー海尉だった、スペイン艦が近づいた時、この艦は「エスター」を防波堤からな離れた場所で牽引していた。この艦も航行中にスペイン艦と出会い、8隻の砲艦とランチに取り囲まれた。この艦の長砲が不発に終わり、そのため乗員は防御のために小火器を用いた。短期間の交戦でトップマストとミズンマストを失った「ウィルキン」は、数隻のスペインのボートが近寄って来たため、旗を降ろして降伏した。

## スペインの勝利
その後まもなく、スペイン戦隊は、120人の捕虜が乗った4隻の捕獲船と共にアルヘシラスに入った。捕虜の中にはジブラルタルのイギリス艦の指揮官もいた 。その後のイギリスの対応策はどれ一つとしてスペインの砲艦戦隊を破れなかった。遠距離からブドウ弾を使った攻撃も功を奏しなかった。後年、スペイン砲艦は、2つの大規模な商船団を護送した際に、自分たちがどれほど価値があるかを証明してみせた。